# Ананьинская (Московская область)
Ананьинская — деревня в Шатурском муниципальном районе Московской области. Входит в состав Дмитровского сельского поселения. Население — 51 чел. (2013).

## Расположение
Деревня Ананьинская расположена в южной части Шатурского района, расстояние до МКАД порядка 159 км. Высота над уровнем моря 141 м.

## Название
В письменных источниках деревня упоминается как Ананьинская.
Название происходит от Анан — разговорной формы имени Ананий.

## История
Впервые упоминается в писцовой Владимирской книге В. Кропоткина 1637—1648 гг. как деревня Ананьинская Бабинской кромины. Во второй половине XVII — первой половине XVIII веков деревня входила в волость Муромское сельцо Владимирского уезда Замосковного края Московского царства. Деревня принадлежала Алексею Богдановичу Мусину-Пушкину.
Последней владелицей деревни перед отменой крепостного права была поручица Юлия Николаевна Коросовская-Дашкевич.
После отмены крепостного права деревня вошла в состав Горской волости.
В советское время деревня входила в Михайловский сельсовет.

## Население
| 1858 | 1859 | 1868 | 1885 | 1905 | 1926 |
| ---- | ---- | ---- | ---- | ---- | ---- |
| 435  | →435 | ↗478 | ↗620 | ↗730 | ↘572 |
| 1970 | 1993 | 2002 | 2006 | 2010 | 2011 |
| ↘117 | ↘23  | ↗42  | ↘20  | ↗42  | ↗52  |
| 2013 |      |      |      |      |      |
| ↘51  |      |      |      |      |      |

## Галерея
- Дорожный указатель на деревню
- Остановка
- Бывший магазин в деревне